# Bit mais significativo
Em ciência da computação, o bit mais significativo (MSB de most significant bit) é a posição de bit em um número binário, com o maior valor. O MSB é por vezes referido como o bit mais a esquerda em arquiteturas big-endian, devido à convenção em notação posicional de se escrever dígitos mais significativos mais à esquerda.
O MSB também pode corresponder ao sinal de um número binário em notação de complemento para um ou complemento de dois. "1" significando negativo e "0" significando positivo..
MSB, em caixa alta, também pode significar "byte mais significativo". O significado é paralelo ao anterior: é o byte (ou octeto), em que a posição de um número multi-bytes, que tem o maior valor potencial. Por exemplo: 0010011111010111 terá como menos significativo o byte 11010111, e como mais significativo o byte 00100111.
Por extensão, os bits mais significativos (plural) são os bits dos números mais próximos ao MSB, incluindo o MSB.

Representação binária sem sinal do decimal 149, com o bit MSB destacado em azul. O MSB em uma representação binária de 8-bits representa o valor 128 em decimal. O LSB representa o valor de 1.

## Convenções
Ao se referenciar bits específicos dentro de um número binário, é comum atribuir-se a cada bit um número, variando de forma crescente de zero o número de bits do número menos 1. No entanto, a ordem usada para esta atribuição pode ser em qualquer direção, e ambos os ordenamentos são utilizados (em diferentes contextos). Esta é uma razão pela qual "MSB" é frequentemente utilizado para designar o bit de alta ordem em vez de um número de bits (que tem maior potencial para a confusão).